# Горелик, Цаллер Абрамович
Цаллер Абрамович Горелик (30 апреля 1902 года, Скалка, Минская губерния, Российская империя —   1980, Вильнюс, Литовская ССР) — советский военачальник, полковник (1943).

## Биография
Родился 30 апреля 1902 года  в  деревне Скалка, ныне Паричского сельсовета Светлогорского района Гомельской области Белоруссии. Еврей.

#### Гражданская война
15 ноября 1919 года добровольно вступил в РККА и работал в Новозовской волости Бобруйского уезда под контролем 86-й стрелковой дивизии. В июне 1920 года переведен в особый отдел 8-й Минской стрелковой дивизии Западного фронта. В ее составе принимал участие в Советско-польской войне 1920 года. В ходе наступления на Варшаву дивизия в составе 16-й армии потерпела поражение, и при отступлении Горелик попал в плен. По малолетству его отпустили, после чего он пробирался к Минску. Пройдя проверку, вновь был направлен в особый отдел 8-й Минской стрелковой дивизии. В апреле — мае 1921 года служил в 23-м заградотряде этой дивизии и участвовал в борьбе с бандитизмом в районах Бобруйска, Слуцковичи, Печище и Паричи.

#### Межвоенные годы
С июня по декабрь 1922 года  учился на Владимирских пехотных курсах, а после их расформирования переведен в Рязанскую пехотную школу. Член ВКП(б) с 1924 года. В августе 1925 года окончил последнюю и был назначен командиром взвода в 143-й стрелковый полк 48-й стрелковой дивизии в городе Тверь. С мая 1926 года служил в 77-м стрелковом полку 26-й стрелковой дивизии ОКДВА командиром взвода полковой школы, командиром пулеметной роты, инструктором пулеметного дела станкового пулемета, начальником школы, командиром пулеметного батальона. В его составе в 1929 году принимал участие в боях на КВЖД. В декабре 1930 года командирован слушателем на Московские военно-политические курсы им. В. И. Ленина, по окончании которых 10 августа 1931 года оставлен на них и служил в должностях курсового командира и начальника хозяйственного довольствия. В мае 1934 года переведен командиром пулеметной роты в 157-й стрелковый полк 53-й стрелковой дивизии ПриВО в городе Энгельс, с января 1935 года командовал стрелковым и учебным батальонами в 209-м стрелковом полку 70-й стрелковой дивизии. С февраля 1937 года командовал батальоном в 147-м стрелковом полку 49-й стрелковой дивизии МВО, с ноября 1938 года — в 157-м, затем 12-м стрелковых полках 53-й стрелковой дивизии ПриВО. В январе 1940 года допущен к командованию 18-м запасным полком в городе Петровск Саратовской области, а в марте назначен заместителем командира этого полка. С ноября командовал 221-м стрелковым полком 61-й стрелковой дивизии. Накануне войны она входила в состав 66-го стрелкового корпуса ПриВО.

#### Великая Отечественная война
С началом  войны дивизия в конце июня 1941 года была подчинена 21-й армии Группы армий резерва Ставки ГК, затем включена в 63-й стрелковый корпус и в первых числах июля вступила в бои с наступавшими частями противника. Войска армии в это время в ходе Смоленского сражения отразили наступление немецко-фашистских войск под Рогачевом и Жлобином и, нанеся контрудар, 13 июля освободили их. Части дивизии совместно со 167-й стрелковой дивизией корпуса решительной атакой отбросили противника, форсировавшего реку Днепр. 26 июля в бою за город Рогачёв подполковник  Горелик был ранен и до сентября находился в госпитале, затем назначен командиром 103-го запасного стрелкового полка 37-й запасной стрелковой бригады ПриВО. 8 марта 1942 года он назначается командиром формирующейся 180-й курсантской стрелковой бригады. В том же месяце, в связи с прекращением формирования, был переведен на должность командира 13-й истребительно-противотанковой артиллерийской бригады. В ее составе воевал на Юго-Западном и Сталинградском (с 12 июля) фронтах. С 9 сентября находился на лечении в госпитале по болезни. После выздоровления в декабре был назначен командиром 25-й отдельной Саратовской стрелковой бригады ПриВО.
В мае 1943 года на базе 25-й и 28-й отдельных стрелковых бригад в Смоленской  и Тульской областях была сформирована 174-я стрелковая дивизия, а полковник  Горелик утвержден ее командиром. По завершении формирования дивизия вошла в состав 3-й резервной армии. С 1 августа 1943 года она вошла в 21-ю армию Западного фронта и участвовала в Смоленской, Спас-Деменской и Ельнинско-Дорогобужской наступательных операциях. После освобождения войсками фронта города Ельня (30 августа) дивизия заняла оборону на юго-восточной окраине города. В середине ноября он был отстранен от должности и в том же месяце направлен на учебу в Высшую военную академию им. К. Е. Ворошилова. По окончании ее ускоренного курса в июне 1944 года был направлен в распоряжение Военного совета 3-го Белорусского фронта, где с 20 июля исполнял должность заместителя командира 84-й гвардейской стрелковой Карачевской Краснознаменной ордена Суворова дивизии. До 16 октября ее части занимали оборону на плацдарме на реке Неман, затем в составе 11-й гвардейской армии участвовали в Гумбинненской наступательной операции. С 30 октября 1944 года по 12 января 1945	года  Горелик находился в госпитале по болезни, затем был назначен заместителем командира 26-й гвардейской стрелковой Восточно-Сибирской Городокской Краснознаменной дивизии. В составе 11-й гвардейской армии 3-го Белорусского фронта участвовал в Восточно-Прусской, Инстербургско-Кенигсбергской наступательных операциях. С 6 апреля находился в госпитале по ранению, затем состоял в распоряжении ГУК НКО.

#### Послевоенное время
После войны в августе 1945 года Горелик направлен в Особый военный округ (Кенигсберг), где был назначен заместителем командира 5-й гвардейской стрелковой Городокской ордена Ленина Краснознаменной ордена Суворова дивизии (с марта 1946 г. — в составе ПрибВО), с июля 1946 года командовал 12-м гвардейским стрелковым Краснознаменным полком этой дивизии в городе Гвардейск Калининградской области. С января 1951 года служил преподавателем и старшим преподавателем общевойсковых дисциплин на военной кафедре Литовской сельскохозяйственной академии. 
4 мая 1953 года гвардии полковник Горелик уволен в запас.

## Награды
- орден Ленина (21.02.1945[4][5])
- три ордена Красного Знамени (28.09.1943[6],   03.11.1944[5][7], 15.11.1950[5])
- орден Отечественной войны I степени (29.04.1945)[8]

медали в том числе:
- - «За оборону Сталинграда» (01.07.1943)[9]
  - «За победу над Германией в Великой Отечественной войне 1941—1945 гг.» (1945)
  - «За взятие Кёнигсберга» (1945)